# TOKYO MOOD PUNKS
TOKYO MOOD PUNKS（東京ムードパンクス、トーキョームードパンクス）は、男性5人によって構成される日本のロックバンド。
リリー・フランキーを中心に、グループ魂などに参加する富澤タク、SLY MONGOOSEの笹沼位吉、ZAZEN BOYSの松下敦、CUBISMO GRAFICOの松田 "chabe" 岳二が集まって結成された。2008年4月16日にファーストシングル「ジェイミー」でデビュー。

## ディスコグラフィ

### シングル
- ジェイミー （2008年4月16日、NFCD27077） 
  - ジェイミー
  - ジェイミー (Studio　Session　at　Abbey　Road　Studio　London)
  - 薔薇